# Bautagebuch
Das Bautagebuch soll als Dokumentation des Entstehungsprozesses eines Bauwerkes dienen.
Lediglich bei kleineren Baumaßnahmen sollte auf das Führen eines Bautagebuchs verzichtet werden. Bei staatlichen Baumaßnahmen fordert der Bundesrechnungshof ab einem Auftragsvolumen von 50.000 € ein Bautagebuch.
In der Regel führt der Bauleiter ein Bautagebuch. Das Bautagebuch sollte täglich, jedoch mindestens bei jedem Baustellenbesuch geführt und idealerweise von allen Beteiligten (Fachbauleiter, Bauherr und Handwerker) unterschrieben werden.
Im Falle von späteren Streitigkeiten kann das Bautagebuch als Beweismittel genutzt werden.
Zur internen Leistungsdokumentation führen auch viele ausführende Unternehmen eine Art Bautagebuch, oft auch in Form einzelner Stundenzettel.
Die Bezeichnung Bautagebuch wird auch für persönliche Dokumentationen von privaten Bauherrn beim Bau von Eigenheimen benutzt. In dieser Form dient es als Erinnerungsstütze und hat bei rechtlichen Auseinandersetzungen oft einen geringeren Beweiswert, als wenn das Bautagebuch von einem Dritten geführt wurde.

## Rechtliche Grundlagen
Die Bauleitung ist bei Vereinbarung des Leistungsbildes nach HOAI, Leistungsphase 8  „Objektüberwachung/Örtliche Bauüberwachung“ in der Regel verpflichtet, ein Bautagebuch zu führen.
Nach HOAI 1996 bestimmte sich das Leistungsbild der Leistungsphase 8 aus §15 Abs. 2 Nr. 8, §57 Abs. 1 Nr. 3 und §73 Abs. 3 Nr. 8, womit das „Führen eines Bautagebuchs“ als geschuldete Grundleistung und vertragliche Hauptverpflichtung definiert war.
In der HOAI 2009 BGBl werden die einzelnen Leistungen in den Anlagen statt unmittelbar im Verordnungstext aufgelistet. Bei Gebäuden, Freianlagen und raumbildenden Ausbauten wird das Führen eines Bautagebuch in Anlage 11 zu §33 und §38 Abs. 2 als Grundleistung angeführt. Bei der Technischen Ausrüstung findet sich die entsprechende Angabe in der Anlage 14 zu § 53 Abs. 1. Im Falle von Ingenieurbauwerken und Verkehrsanlagen gilt das Bautagebuch gemäß Nrn. 2.8.8 und 2.9 der Anlage 2 zu § 3 Abs. 3 nunmehr als Besondere Leistung.

## Angaben im Bautagebuch
- Datum
- Bezeichnung des Bauobjekts (zum Beispiel: Einfamilienhaus Familie Mustermann),
- Wetter (Temperatur, Bewölkung, Niederschlag),
- Bautenstand,
- Anwesende Planer (Ingenieure), Bauleiter, andere Beteiligte (Bauherr, Bauprüfer etc.),
- Anwesende Gewerke (Tischler, Maurer, Sanitär…) und deren Tagewerke,
  - Anzahl der Mitarbeiter einer Firma und ggf. die jeweilige Tätigkeit und Arbeitszeiten bzw. Stundenzahl,
- eingesetzte Baugeräte/-maschinen, ggf. mit Einsatzzeiten und Stillstandzeiten bzw. Störungen,
- Verwendete Baustoffe (z. B. Beton, Farben, Grundierungen), ggf. mit Mengenangaben und Einbaubedingungen,
- Störungen und Abweichungen vom geplanten Bauablauf:
  - Verzüge (Abgleich des Bauzeitenplans mit dem tatsächlichen Leistungsstand (Soll-Ist-Vergleich)),
  - Mängel wie Bauschäden und Fehler bei der Bauausführung (Text, Fotos, Skizzen),
  - Behinderungen durch die der geplante Ablauf verzögert wurde oder werden könnte (z. B. Hindernisse im Baugrund)
  - Anmeldung von Bedenken gegen die vorgegebene Bauausführung,
- Baumaßnahmen, bei denen ein Bauleiter vor Ort sein muss (Betonarbeiten, Tragwerkseingriffe),
- Weisungen und Unterlassungsaufforderungen an Bauunternehmer und Handwerker,
- vereinbarte Zusatzaufträge (Nachträge),
- durchgeführte Prüfungen (z. B. Frischbeton) und Messungen,
- Verlauf von Kabeln und Rohrleitungen, bevor verfüllt oder verputzt wird (Fotos, Skizzen),
- Pläne, die auf der Baustelle übergeben wurden, bei Planänderungen während der Bauausführung ggf. mit Index,
- Einbau- und Betriebsanleitungen von verbauten Geräten wie z. B. Lüftern, Türen, als Anlagen zum Baubericht
- Abnahmen und Teilabnahme von Bauleistungen,
- Besondere Vorfälle (Beschwerden von Nachbarn, Unfälle, Schäden an Nachbargrundstücken),
- Fotodokumentation des Bautenstands, der sichtbaren Mängel, der Behinderungen, ggf. der Baustoffe (Qualitätskontrolle) sowie wichtiger Baumaßnahmen und deren Arbeitsprozesse.

## Bautagebuch in elektronischer Form
Das Bautagebuch wird inzwischen auch mithilfe entsprechender Software auf portablen Geräten geführt. Von Vorteil ist hierbei der Zugriff auf zentral abgelegte Dokumente, die Verwaltung von Fotos und der einfache E-Mail-Versand des Bautagebuchs an vordefinierte Verteiler. Zuvor eingegebene Texte können einfach kopiert sowie auch per Autovervollständigungs-Funktion beliebig oft wiederverwendet werden. Manche Programme erlauben neben der Fotoverwaltung auch das Hinzufügen von Bauplänen, Lieferprotokollen und Schriftstücken zum aktuellen Bautagesbericht, so dass später leichter nachvollzogen werden kann, welcher Planstand an einem bestimmten Tag vorlag.
Smartphones und Tablet-Computer können als Eingabegeräte dienen. Oft ist es möglich, den Text zu diktieren, wodurch die Nutzung kleinen Gerätetastaturen reduziert werden kann. Auch automatisches Einfügen meteorologischer Wetterdaten und Hilfestellungen beim Mängelmanagement gehören zum Funktionsumfang einiger der mobilen Anwendungen.